# David Lefèvre
David Lefèvre (Maubeuge, 29 april 1972) is een voormalig Frans wielrenner. Hij is de oudere broer van voormalig wielrenner Laurent Lefèvre. 

## Belangrijkste overwinningen
1999
- 1e etappe Ster van Bessèges
- Eindklassement Ster van Bessèges

## Resultaten in voornaamste wedstrijden
| Jaar | Ronde van Italië | Ronde van Frankrijk | Ronde van Spanje |
| ---- | ---------------- | ------------------- | ---------------- |
| 1997 |                  |                     |                  |
| 1998 | 84e              |                     |                  |
| 1999 |                  |                     |                  |

| Jaar | Gent-Wevelgem |
| ---- | ------------- |
| 1997 | 126e          |
| 1998 |               |
| 1999 | 66e           |